# Bernardov
Bernardov är en ort i Tjeckien.   Den ligger i regionen Mellersta Böhmen, i den centrala delen av landet, 70 km öster om huvudstaden Prag. Bernardov ligger 236 meter över havet och antalet invånare är 165.
Terrängen runt Bernardov är platt. Runt Bernardov är det ganska tätbefolkat, med 116 invånare per kvadratkilometer. Närmaste större samhälle är Kolín, 14,2 km väster om Bernardov. Trakten runt Bernardov består till största delen av jordbruksmark.